# جنگ نخست کنگو
جنگ نخست کنگو در سال‌های ۹۷–۱۹۹۶ بین شورشیان مخالف دولت زئیر با حمایت چندین کشور همسایه علیه این دولت درگرفت و در پی آن لوران کابیلا رهبر شورشیان چپ‌گرای کنگویی موفق به سرنگونی حکومت موبوتو سِسه سِکو و به دست گرفتن قدرت شد. کابیلا پس از موفقیت نام این کشور را به جمهوری دمکراتیک کنگو تغییر داد.
یکی از دلایل آغاز این جنگ ناآرامی‌هایی بود که پس از نسل‌کشی رواندا در بخش‌های شرقی زئیر اتفاق افتاد و در پی آن زمینه‌های لازم برای طغیان علیه حکومت ناکارآمد مستقر در کینشاسا را فراهم آورد.
مخالفان حکومت سسه سکو که در قالب سازمانی به نام «ائتلاف نیروهای دمکراتیک برای آزادی کنگو» با یکدیگر متحد شده بودند در این جنگ از حمایت مستقیم نیروهای نظامی کشورهای رواندا، اوگاندا، آنگولا و بوروندی برخوردار بودند در حالی که دولت زئیر نیز سازمان یونیتا (مخالف دولت آنگولا) و ارتش آزادیبخش رواندا (مخالف دولت رواندا) را در کنار خود می‌دید.
اتحاد مخالفان کنگویی با رواندایی‌ها و اوگاندایی‌ها چندان بادوام نبود به طوری‌که کابیلا یک سال بعد از به قدرت رسیدن برای جلوگیری از وقوع کودتا علیه حکومت خود دستور اخراج نیروهای نظامی رواندایی و اوگاندایی را از کشور صادر کرد و در پی آن جنگ دوم کنگو آغاز شد. جنگی طولانی‌تر و خونبارتر که مرگبارترین جنگ پس از پایان جنگ جهانی دوم توصیف شده‌است. در جریان جنگ دوم کنگو نه کشور آفریقایی و بیست گروه مسلح به‌طور مستقیم درگیر جنگ شدند و ۵٫۴ میلیون نفر در طول ده سال قربانی آن شدند. با توجه به این موضوع برخی از کارشناسان این دو نبرد را به عنوان یک جنگ در نظر می‌گیرند.